# Ilija Garašanin

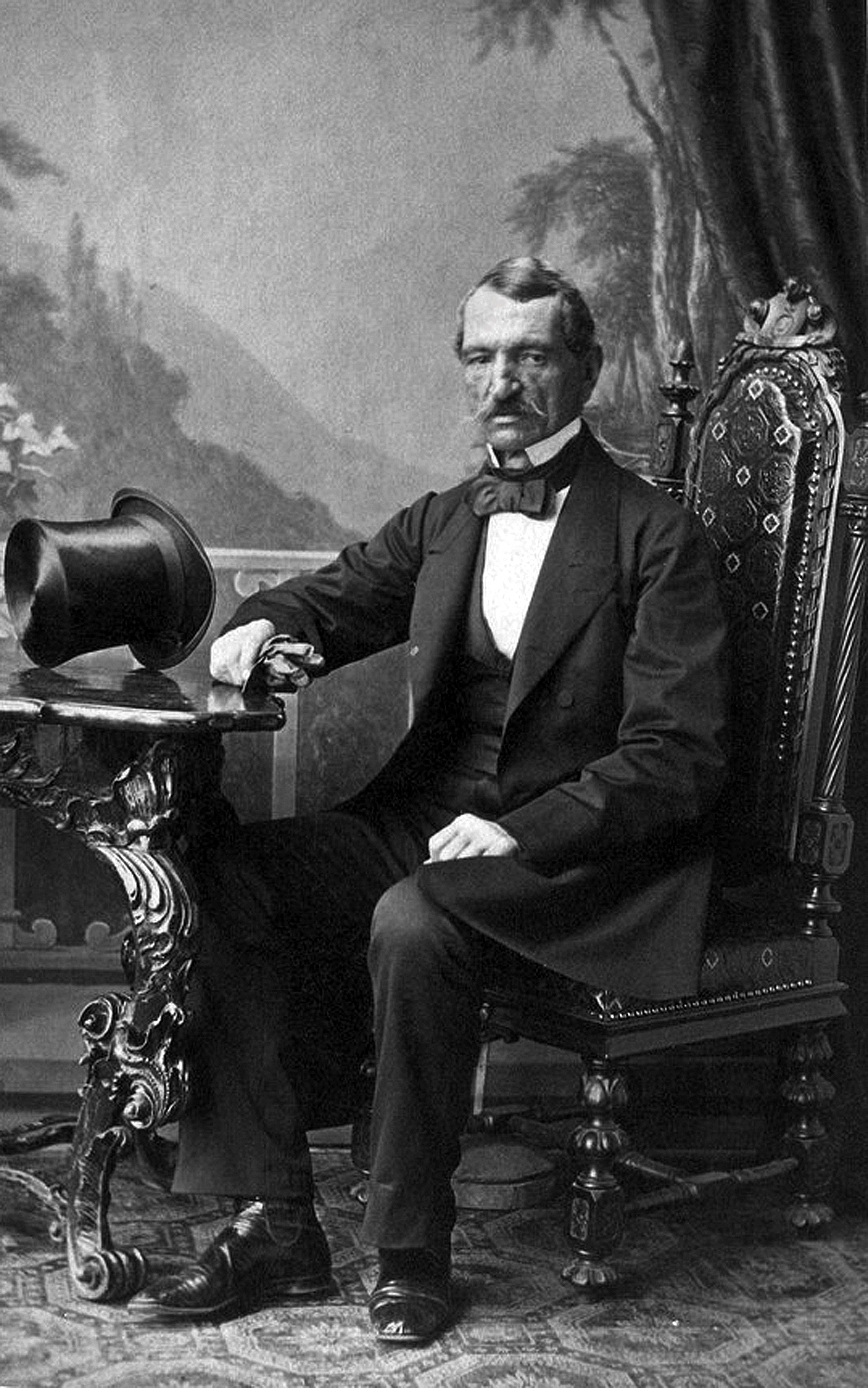
Foto von Ilija Garašanin aus den 1860er Jahren

Ilija Garašanin (serbisch-kyrillisch Илија Гарашанин; * 28. Januar 1812 im Dorf Garaši, Aranđelovac, Osmanisches Reich; † 22. Juni 1874 in Belgrad, Fürstentum Serbien) war ein serbischer Staatsmann, der von 1852 bis 1853 und erneut von 1861 bis 1867 Ministerpräsident des Fürstentums Serbien war. Er galt als einer der Vordenker des Jugoslawismus.

## Biografie
Garašanin ging auf eine griechische Schule in Semlin und anschließend auf eine deutsche Schule in Orahovica. Er war danach als Kaufmann, Zollbeamter und in den serbischen Streitkräften tätig und erhielt 1837 von Fürst Miloš Obrenović den Rang eines Oberst verliehen. Als Teil der Fraktion der Ustavobranitelji („Konstitutionalisten“) setzte er sich für eine konstitutionelle Monarchie und die Modernisierung von Staat und Verwaltung ein. Nach der Abdankung von Obrenović 1839 trat er für einen Dynastiewechsel ein und musste deshalb nach Istanbul fliehen, bevor er zwei Jahre später wieder zurückkehrte. Nach seiner Rückkehr beteiligte er sich an Aktionen zum Sturz von Fürst Mihailo Obrenović 1842, wobei sein Vater und sein Bruder getötet wurden. Von dem neuen Fürsten Aleksandar Karadjordjević wurde er wieder in den Staatsdienst aufgenommen und 1843 zum Innenminister ernannt. Er führte modernisierende Reformen durch und sah als seine innenpolitische Aufgabe auch die Propagierung des Serbentums auf dem ganzen Balkan an. Ein starker und leistungsfähiger Staat im Inneren sollte dazu dienen. Vom Fürsten am 25. September 1852 zum Ministerpräsidenten ernannt, musste er auf Druck Russlands am 26. März 1853 zurücktreten, da seine großserbischen Ambitionen den Russen missfielen.
Obwohl er am Sturz von Mihailo Obrenović von 1842 beteiligt gewesen war, kultivierte er während dessen zweiter Herrschaftszeit als Fürst (1860 bis 1868) gute Beziehungen zu diesem. Von Mihailo wurde Garašanin 1861 erneut zum Ministerpräsidenten und zusätzlich zum Außenminister ernannt. Er unterzeichnete Bündnisverträge mit Montenegro (1866) und mit Griechenland (1867) und schlug bereits 1866 eine Föderation Jugoslawien unter Einschluss Bulgariens und Kroatiens vor. Er begann auch den Serbisch-Osmanischen Krieg, den Serbien mit russischer Unterstützung gewinnen konnte und der Serbien endgültig vom Einfluss der Osmanen löste. Nach Meinungsverschiedenheiten über Heiratspläne des Fürsten und der Ernennung eines Thronfolgers wurde Garašanin am 14. November 1867 entlassen. Nach der Ermordung von Mihailo war er an der Niederschlagung eines Umsturzversuches in Belgrad beteiligt. Mit dem Amtsantritt von Milan Obrenović IV. ging er in den Ruhestand.

## Außenpolitische Version
Der Vorrang, den Garašanin der zwischenstaatlichen Betrachtung einräumte, ist am deutlichsten in seinem Načertanije ("Der Entwurf") von 1844 ausgearbeitet. Die in dem Entwurf zum Ausdruck gebrachten Ideen leiteten seine Politik während seiner gesamten Laufbahn, wurden jedoch nie umgesetzt. Das Dokument wurde erstmals 1888 in einem Buch des serbischen Historikers Milan Milićević öffentlich erwähnt, war damals aber nur wenigen Menschen bekannt und blieb bis 1906 als Geheimdokument unveröffentlicht. Garašanin stellte hier sein außenpolitisches Konzept vor und schrieb:

„Wenn Serbien vernünftig handelt, was ist es dann? In welcher Lage befindet es sich? Und welche Völker umgeben es? Es muß sich damit abfinden, daß es noch klein ist, daß wir in diesem Zustand nicht bleiben dürfen und daß es nur im Verbund mit Nachbarvölkern seine Aufgabe, die eigene Zukunft zu gestalten, haben kann. Aus dieser Erkenntnis gehen Kennzeichen und Grundlage der serbischen Politik hervor, sich nicht auf seine gegenwärtigen Grenzen zu beschränken, sondern sich bei allen serbischen Völkern, die es umgeben, beliebt zu machen.“

In der Version von Garašanin sollte Serbien zum Sardinien-Piemont einer südslawischen Einigungsbewegung werden. Garašanin plante eine Rekonstruktion des mittelalterlichen serbischen Reiches und die Vereinigung der "serbischen Länder" (Bosnien und Herzegowina, Montenegro, Nordalbanien, Nord-Makedonien Teile Dalmatiens und die habsburgische Militärgrenze) mit einem Plan zur Vereinigung der anderen Südslawen (Kroaten und Bulgaren) unter einer serbischen Dynastie. Völkern wie den Kroaten oder Bosniaken wurde dabei ein nationales Eigenleben aberkannt, stattdessen seien diese lediglich katholische bzw. muslimische Serben, welche in einem Staat unter serbischer Führung vereinigt werden müssen.

## Erbe
Neben der endgültigen Unabhängigkeit Serbiens von den Osmanen war Garašanin auch an der Modernisierung des serbischen Staates entscheiden beteiligt. Er inspirierte zudem den Jugoslawismus.
In einer Liste der 100 der einflussreichsten Serben der Serbischen Akademie der Wissenschaften und Künste von 1993 landete Garašanin auf Platz 32.